# Волфег
Волфег (њем. Wolfegg) општина је у њемачкој савезној држави Баден-Виртемберг. Једно је од 39 општинских средишта округа Равенсбург. Према процјени из 2010. у општини је живјело 3.476 становника. Посједује регионалну шифру (AGS) 8436085.

## Географски и демографски подаци
Волфег се налази у савезној држави Баден-Виртемберг у округу Равенсбург. Општина се налази на надморској висини од 672 метра. Површина општине износи 39,5 km². У самом мјесту је, према процјени из 2010. године, живјело 3.476 становника. Просјечна густина становништва износи 88 становника/km².

## Међународна сарадња
| Мјесто | Држава   | Врста сарадње | Од    |
| ------ | -------- | ------------- | ----- |
| Колико | Италија  | партнерство   | 1986. |
| Бикал  | Мађарска | контакт       | 1987. |
| Извор  |          |               |       |